# Blair Atholl
Blair Atholl (in gaelico scozzese:  Blàr Athall) è un villaggio della Scozia centro-orientale, appartenente alla contea del Perthshire, nell'area amministrativa di Perth e Kinross (Highlands sud-orientali), e situata alla confluenza dei fiumi Tilt e Garry, ai piedi dei Monti Grampiani.

## Geografia fisica

### Collocazione
Blair Atholl si trova a circa 12 km a nord di Pitlochry e a circa 55 km a nord-ovest di Perth.

## Edifici e luoghi d'interesse
Nei dintorni della località si trova il Blair Castle, castello costruito a partire dal XIII secolo e residenza dei Duchi di Atholl.
|  |  |

## Galleria d'immagini

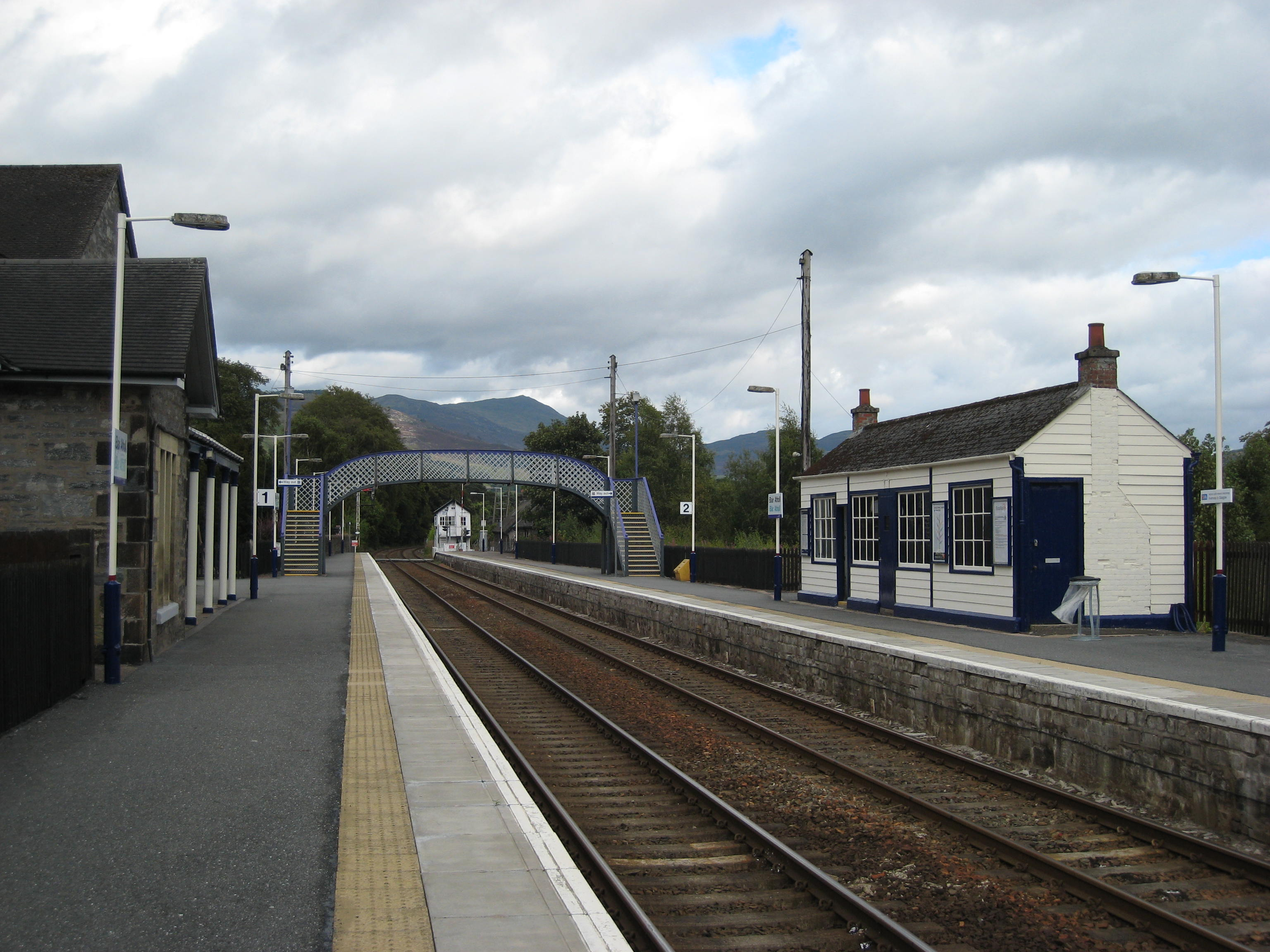
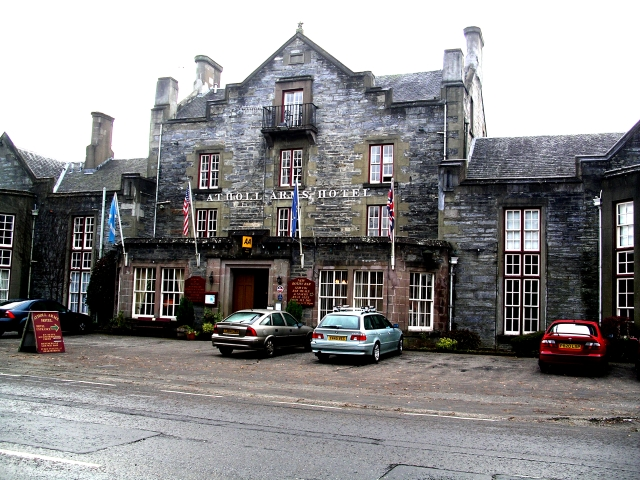
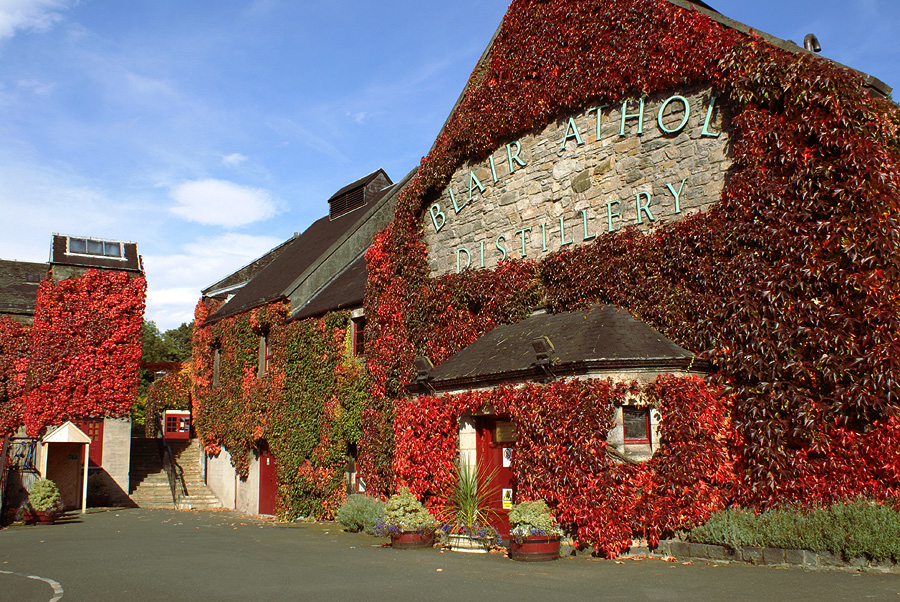
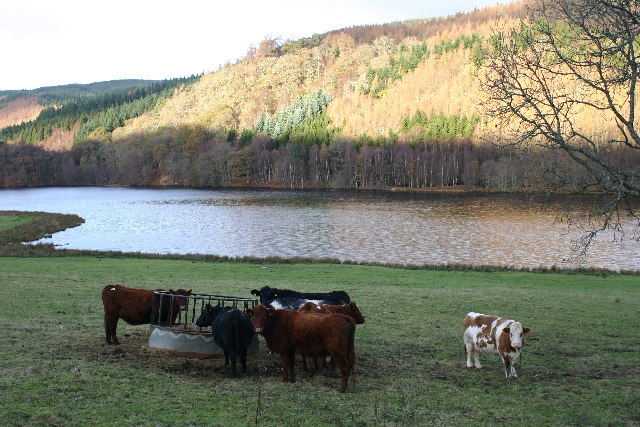
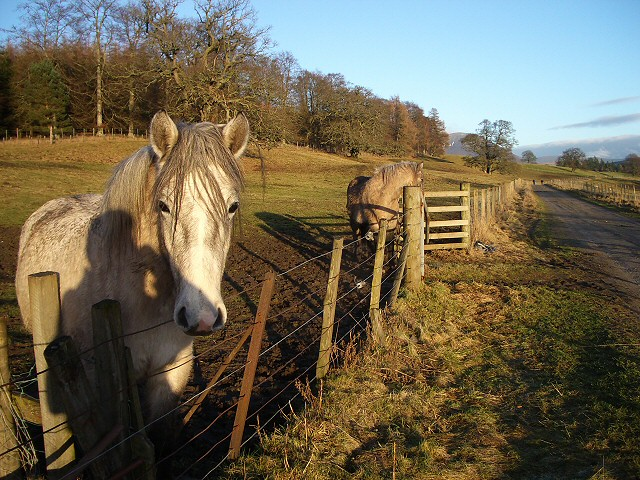